# Sandra Gini
Sandra Gini, née le 8 février 1982, est une skieuse alpine suisse.

## Biographie
Sœur de Marc Gini, Sandra Gini fait ses débuts en Coupe du monde en janvier 2002.
La saison 2006-2007 apporte ses premiers résultats significatifs à Sandra Gini. Elle marque ses premiers points en Coupe du monde, gagne sa première course de Coupe d'Europe puis aux Championnats du monde d'Åre, elle arrive 15e et fait partie de l'équipe médaillée de bronze à la Coupe des nations.
En 2008, elle obtient son meilleur résultat en Coupe du monde avec une sixième place au slalom de Maribor.
Elle prend sa retraite sportive à l'issue de la saison 2010-2011.

## Palmarès

### Championnats du monde
| Épreuve / Édition | Åre 2007 | Val d'Isère 2009 |
| Slalom            | 15e      | 16e              |
| Par équipes       | Bronze   |                  |

### Coupe du monde
- Meilleur classement général : 49e en 2008.
- Meilleur classement de slalom : 13e en 2008.
- Meilleur résultat : 6e.

### Championnats du monde junior
- Médaille de bronze sur le slalom en 2002.

### Coupe d'Europe
- 6 victoires.